# Mistrovství světa superbiků 2014
 Mistrovství světa superbiků 2014  je 27. ročníkem mistrovství světa superbiků. Sezona začne 23. února na australském okruhu Phillip Island a dle provizorního kalendáře by měla po 14 podnicích skončit 2. listopadu závody na dosud nespecifikovaném okruhu.
V rámci snižování nákladů je v této sezoně poprvé zavedena kategorie motocyklů nazvaná „EVO“. Šasi, podvozek a brzdy těchto motocyklů odpovídají specifikacím FIM Superbike, ale motor a elektronika podléhají specifikacím FIM Superstock. V roce 2014 pojedou tyto motocykly spolu s běžnými superbiky (podobně jako kategorie CRT v MotoGP), ale již od sezony 2015 by motocykly specifikace EVO měly současné superbiky zcela nahradit.

## Kalendář

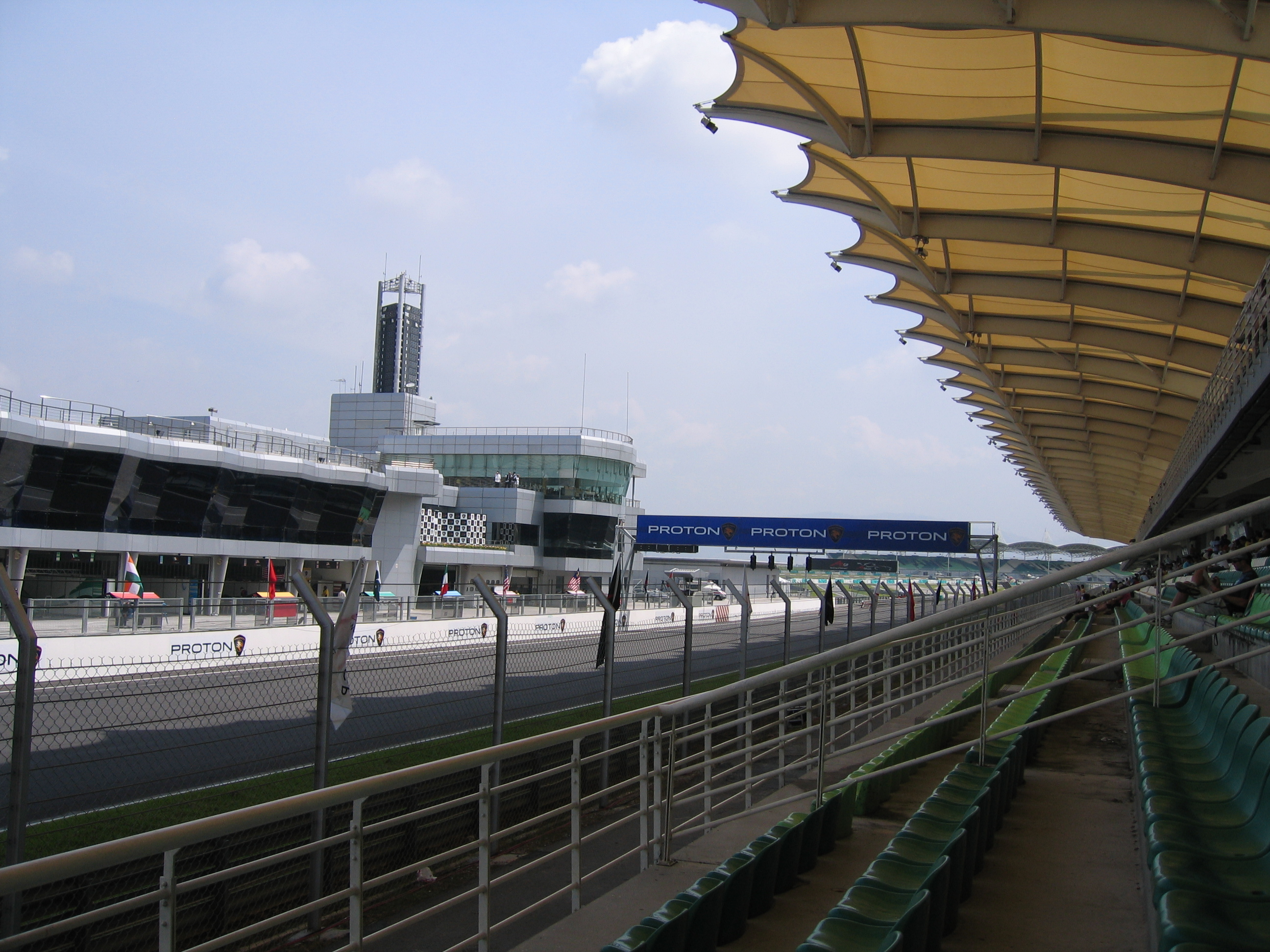
Poprvé se pojede na okruhu v Sepangu

Provizorní kalendář byl veřejnosti představen Mezinárodní motocyklovou federací 29. listopadu 2013. Obsahuje 14 závodních víkendů, tj. 28 jednotlivých závodů. Po tříleté odmlce se seriál vrátí do Jihoafrické republiky, tentokrát na okruh Phakisa Freeway. Poprvé v historii pak zavítá i do Malajsie na okruh Sepang International Circuit. Lokace posledního závodu sezony ještě není potvrzena.
|    | Země               | Okruh                                         | Datum        | Superbike | Supersport | Superstock |
| -- | ------------------ | --------------------------------------------- | ------------ | --------- | ---------- | ---------- |
| 1  | Austrálie          | Phillip Island                                | 23. února    | ANO       | ANO        | NE         |
| 2  | Španělsko          | Motorland Aragon                              | 13. dubna    | ANO       | ANO        | ANO        |
| 3  | Nizozemsko         | TT Circuit Assen                              | 27. dubna    | ANO       | ANO        | ANO        |
| 4  | Itálie             | Autodromo Enzo e Dino Ferrari (Imola)         | 11. května   | ANO       | ANO        | ANO        |
| 5  | Spojené království | Donington Park                                | 25. května   | ANO       | ANO        | NE         |
| 6  | Malajsie           | Sepang International Circuit                  | 8. června    | ANO       | ANO        | NE         |
| 7  | Itálie             | Misano World Circuit Marco Simoncelli         | 22. června   | ANO       | ANO        | ANO        |
| 8  | Portugalsko        | Autódromo Internacional do Algarve (Portimão) | 6. července  | ANO       | ANO        | ANO        |
| 9  | USA                | Mazda Raceway Laguna Seca                     | 13. července | ANO       | NE         | NE         |
| 10 | Španělsko          | Circuito de Jerez                             | 7. září      | ANO       | ANO        | ANO        |
| 11 | Rusko              | Moscow Raceway                                | 21. září     | ANO       | ANO        | NE         |
| 12 | Francie            | Circuit de Magny-Cours                        | 5. října     | ANO       | ANO        | ANO        |
| 13 | Jižní Afrika       | Phakisa Freeway                               | 19. října    | ANO       | ANO        | NE         |
| 14 | bude oznámeno      | bude oznámeno                                 | 2. listopadu | ANO       | ANO        | NE         |

## Startovní listina

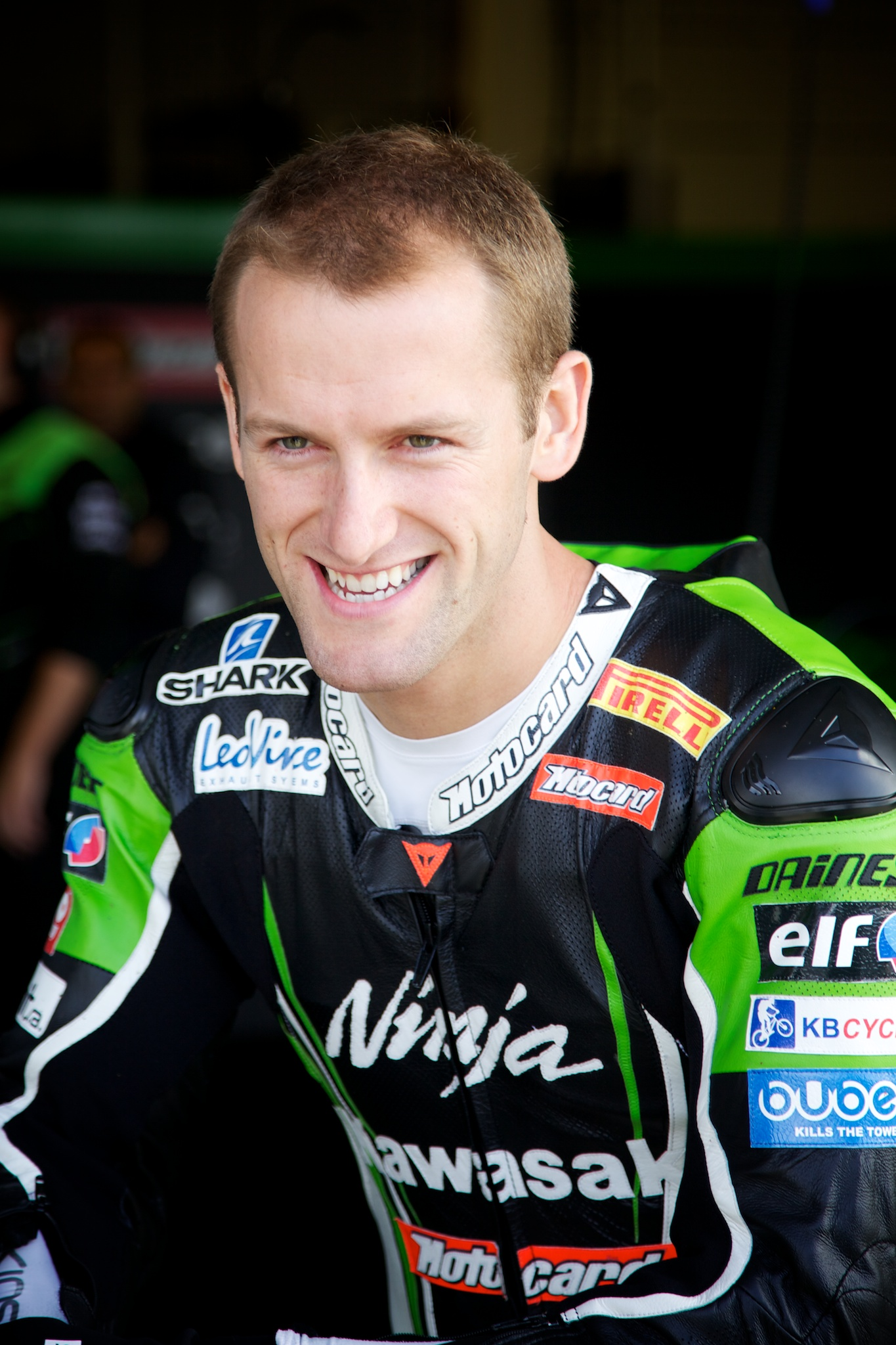
Tom Sykes bude obhajovat titul mistra světa

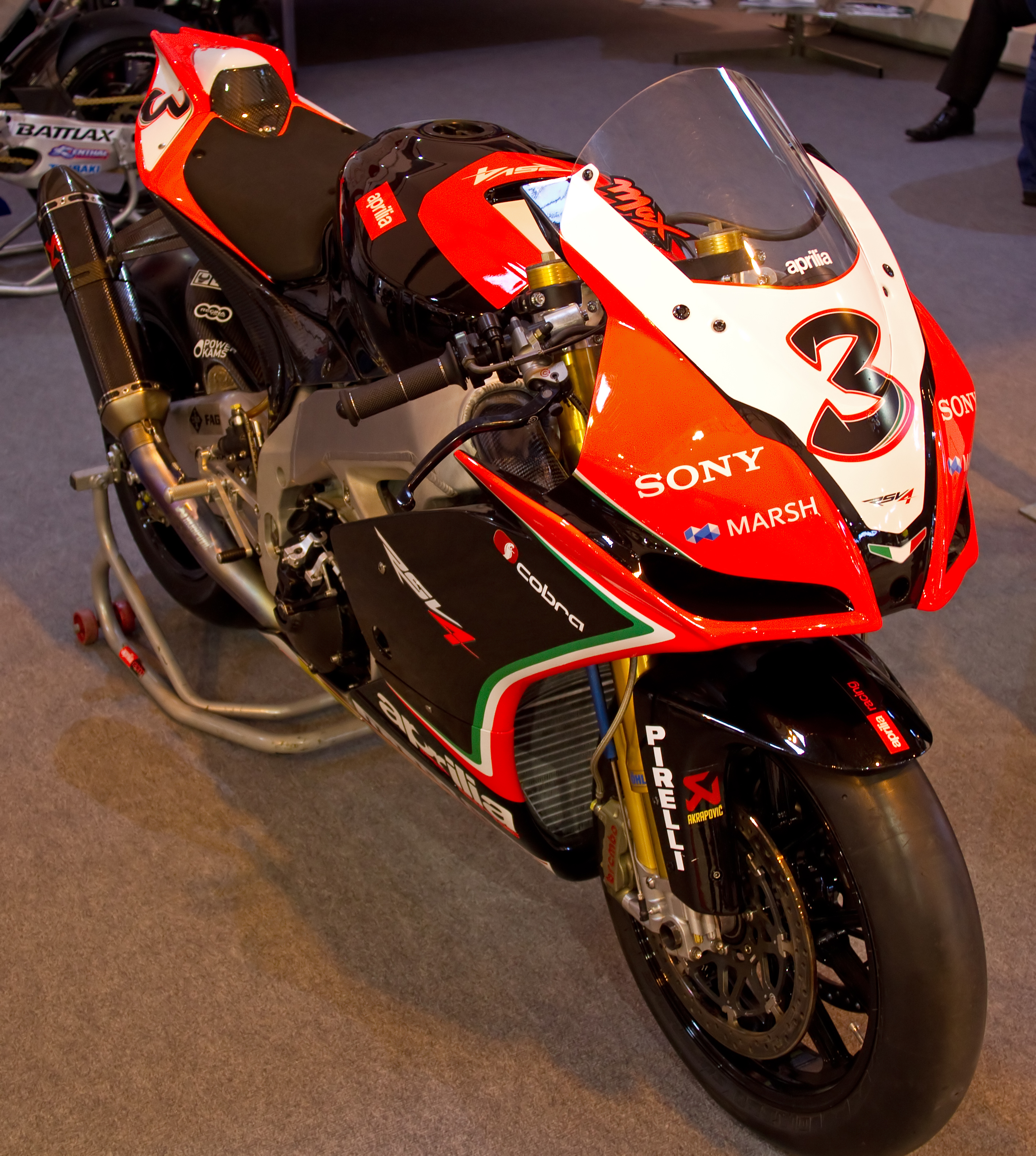
Aprilia bude obhajovat titul v poháru značek

Provizorní startovní listina byla zveřejněna 30. ledna.
| #  | Jezdec               | Tým                                | Motocykl               | Kategorie |
| -- | -------------------- | ---------------------------------- | ---------------------- | --------- |
| 33 | Marco Melandri       | Aprilia Racing Team                | Aprilia RSV4 Factory   | SBK       |
| 50 | Sylvain Guintoli     | Aprilia Racing Team                | Aprilia RSV4 Factory   | SBK       |
| 24 | Toni Elias           | Red Devils Roma                    | Aprilia RSV4 Factory   | SBK       |
| 10 | Imre Tóth            | Racing Team Tóth                   | BMW S1000RR            | SBK       |
| 7  | Chaz Davies          | Ducati Superbike Team              | Ducati 1199 Panigale R | SBK       |
| 34 | Davide Giugliano     | Ducati Superbike Team              | Ducati 1199 Panigale R | SBK       |
| 99 | Geoff May            | Team Hero EBR                      | EBR 1190RX             | SBK       |
| 20 | Aaron Yates          | Team Hero EBR                      | EBR 1190RX             | SBK       |
| 65 | Jonathan Rea         | Pata Honda World Superbike         | Honda CBR1000RR        | SBK       |
| 91 | Leon Haslam          | Pata Honda World Superbike         | Honda CBR1000RR        | SBK       |
| 1  | Tom Sykes            | Kawasaki Racing Team               | Kawasaki ZX-10R        | SBK       |
| 76 | Loris Baz            | Kawasaki Racing Team               | Kawasaki ZX-10R        | SBK       |
| 71 | Claudio Corti        | MV Agusta Reparto Corse            | MV Agusta F4 RR        | SBK       |
| 22 | Alex Lowes           | Voltcom Crescent Suzuki            | Suzuki GSX-R1000       | SBK       |
| 58 | Eugene Laverty       | Voltcom Crescent Suzuki            | Suzuki GSX-R1000       | SBK       |
| 86 | Ayrton Badovini      | Alstare Bimota                     | Bimota BB3             | SBK EVO   |
| 2  | Christian Iddon      | Alstare Bimota                     | Bimota BB3             | SBK EVO   |
| 52 | Sylvain Barrier      | BMW Motorrad Italia Superbike Team | BMW S1000RR            | SBK EVO   |
| 56 | Peter Sebestyen      | Racing Team Tóth                   | BMW S1000RR            | SBK EVO   |
| 59 | Niccolò Canepa       | Althea Racing                      | Ducati 1199 Panigale R | SBK EVO   |
| 84 | Michel Fabrizio      | IRON BRAIN Kawasaki SBK Team       | Kawasaki ZX-10R        | SBK EVO   |
| 32 | Sheridan Morais      | IRON BRAIN Kawasaki SBK Team       | Kawasaki ZX-10R        | SBK EVO   |
| 44 | David Salom          | Kawasaki Racing Team               | Kawasaki ZX-10R        | SBK EVO   |
| 9  | Fabien Foret         | MAHI Racing Team India             | Kawasaki ZX-10R        | SBK EVO   |
| 11 | Jérémy Guarnoni      | MRS Kawasaki                       | Kawasaki ZX-10R        | SBK EVO   |
| 21 | Alessandro Andreozzi | Team Pedercini                     | Kawasaki ZX-10R        | SBK EVO   |
| 23 | Luca Scassa          | Team Pedercini                     | Kawasaki ZX-10R        | SBK EVO   |

### Statistiky

#### Počet jezdců dle národnosti
|         | Francie | Irsko | Itálie | Jižní Afrika | Maďarsko | Spojené království | Španělsko | Spojené státy americké | Celkem |
| ------- | ------- | ----- | ------ | ------------ | -------- | ------------------ | --------- | ---------------------- | ------ |
| SBK     | 2       | 1     | 3      | 0            | 1        | 5                  | 1         | 2                      | 15     |
| SBK EVO | 3       | 0     | 5      | 1            | 1        | 1                  | 1         | 0                      | 12     |
| Celkem  | 5       | 1     | 8      | 1            | 2        | 6                  | 2         | 2                      | 27     |

#### Počet motocyklů dle značky
|         | Aprilia | Bimota | BMW | Ducati | EBR | Honda | Kawasaki | MV Agusta | Suzuki | Celkem |
| ------- | ------- | ------ | --- | ------ | --- | ----- | -------- | --------- | ------ | ------ |
| SBK     | 3       | 0      | 1   | 2      | 2   | 2     | 2        | 1         | 2      | 15     |
| SBK EVO | 0       | 2      | 2   | 1      | 0   | 0     | 7        | 0         | 0      | 12     |
| Celkem  | 3       | 2      | 3   | 3      | 2   | 2     | 9        | 1         | 2      | 27     |

#### Počet motocyklů dle země původu
|         | Itálie | Japonsko | Německo | Spojené státy americké | Celkem |
| ------- | ------ | -------- | ------- | ---------------------- | ------ |
| SBK     | 6      | 6        | 1       | 2                      | 15     |
| SBK EVO | 3      | 7        | 2       | 0                      | 12     |
| Celkem  | 9      | 13       | 3       | 2                      | 27     |